# Borova Kosa
Borova Kosa falu Horvátországban Belovár-Bilogora megyében. Közigazgatásilag Đulovachoz tartozik.

## Fekvése
Belovártól légvonalban 42, közúton 52 km-re délkeletre, Daruvár központjától légvonalban 6, közúton 11 km-re északkeletre, községközpontjától légvonalban 13, közúton 15 km-re nyugatra, Nyugat-Szlavóniában, a Papuk-hegység nyugati részén, a Barcs – Daruvár vasútvonal mentén, Donja Vrijeska és Šuplja Lipa között fekszik. 

## Története
A település csak a 20. század elején keletkezett, lakosságát 1910-ben számlálták meg először, amikor 198 lakosa volt. 1910-ben a népszámlálás adatai szerint lakosságának 45%-a magyar, 24%-a horvát, 11%-a német, 8-8%-a cseh és szerb anyanyelvű volt. A Magyar Királyságon belül Horvát–Szlavónország részeként, Pozsega vármegye Daruvári járásának része volt. Az I. világháború után 1918-ban az új szerb-horvát-szlovén állam, majd később (1929-ben) Jugoszlávia része lett. 1941 és 1945 között a németbarát Független Horvát Államhoz, háború után a település a szocialista Jugoszláviához tartozott. A település 1991-től a független Horvátország része. Ebben az évben lett az önálló Đulovac község része is, azelőtt Daruvárhoz tartozott. 1991-ben lakosságának 78%-a horvát, 11%-a magyar, 9%-a cseh nemzetiségű volt. 2011-ben a településnek 91 lakosa volt.

## Lakossága
| Lakosság változása | Lakosság változása | Lakosság változása | Lakosság változása | Lakosság változása | Lakosság változása | Lakosság változása | Lakosság változása | Lakosság változása | Lakosság változása | Lakosság változása | Lakosság változása | Lakosság változása | Lakosság változása | Lakosság változása | Lakosság változása |
| ------------------ | ------------------ | ------------------ | ------------------ | ------------------ | ------------------ | ------------------ | ------------------ | ------------------ | ------------------ | ------------------ | ------------------ | ------------------ | ------------------ | ------------------ | ------------------ |
| 1857               | 1869               | 1880               | 1890               | 1900               | 1910               | 1921               | 1931               | 1948               | 1953               | 1961               | 1971               | 1981               | 1991               | 2001               | 2011               |
| 0                  | 0                  | 0                  | 0                  | 0                  | 198                | 172                | 181                | 252                | 266                | 246                | 212                | 152                | 129                | 99                 | 91                 |